# Paul Verschuren
Paul Verschuren S.C.I. (Breda, 26 maart 1925 - Helsinki, 19 februari 2000) was een Nederlands geestelijke en een bisschop van de Rooms-Katholieke Kerk.
Na zijn eindexamen in 1943 trad Verschuren toe tot de Congregatie van het Heilig Hart. Hij studeerde vervolgens theologie en wijsbegeerte en werd op 19 maart 1950 priester gewijd. Hij studeerde vervolgens in Rome, waar hij in 1954 promoveerde in het canoniek recht. In 1960 behaalde hij ook nog een graad in de rechtsgeleerdheid.
Verschuren werd op op 21 april 1964 benoemd tot bisschop-coadjutor van Helsinki en tot titulair bisschop van Aquae Sirenses. Zijn bisschopswijding vond plaats op 16 augustus 1964. In Helsinki werkte hij onder de - eveneens Nederlandse - bisschop Willem Cobben. Hij nam deel aan de laatste zitting van het Tweede Vaticaans Concilie. Op 29 juni 1967 volgde hij Cobben op als bisschop van Helsinki. Hij was een aantal keren voorzitter van de Scandinavische Bisschoppenconferentie. Van 1967 tot 1972 was hij lid van de Congregatie voor de Evangelisatie van de Volkeren.
In 1998 werd bij Verschuren leukemie vastgesteld. Hij nam afscheid van zijn bisdom en kreeg enkele maanden later ontslag van paus Johannes Paulus II. Deze benoemde de Pool Józef Wróbel als zijn opvolger. Verschuren overleed uiteindelijk in 2000 en werd begraven op de Katholieke Begraafplaats van Turku.
- Gemeinsame Normdatei: 103301625X
- International Standard Name Identifier: 0000 0000 3866 9923
- Library of Congress Control Number: nb90627740
- Virtual International Authority File: 51177456
- WorldCat: E39PBJc3CMTmfkjkyxjFtVcF8C